# 莫普提
莫普提（法語：Mopti）是马里的一座城市，位于尼日尔河与巴尼河的汇流处，廷巴克图和塞古之间。
莫普提的名称来源于富拉语世界。城市所在的岛很久之前就有人居住，但本地直到19世纪才被发现。由于可用土地有限，莫普提比大多数马里城市人口更加密集，有许多多层建筑和狭窄的街道。该城市濒临尼日尔河，盛产河鱼，被称为馬利的“渔都”:114-115。

## 图册

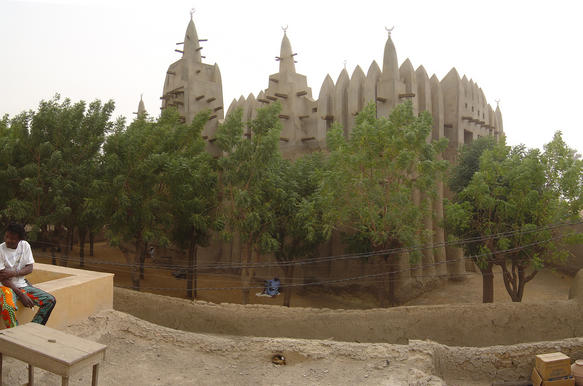
莫普提大清真寺
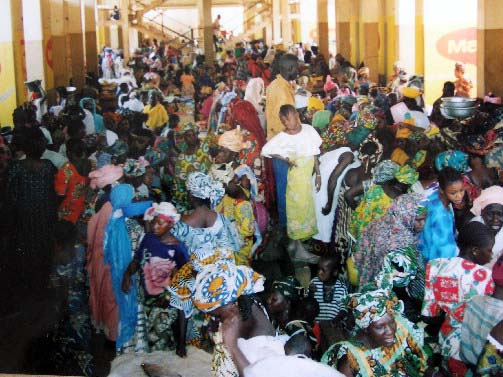
市场
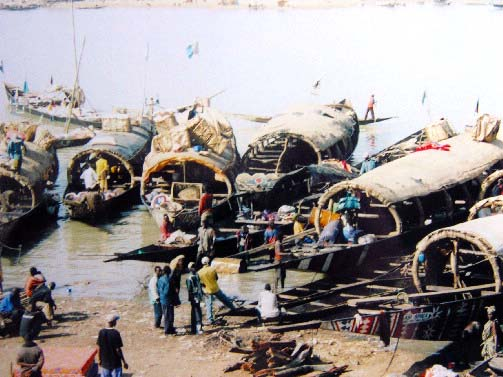
在港湾的船
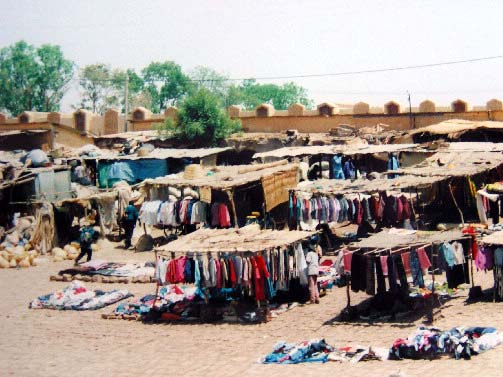
市场景象
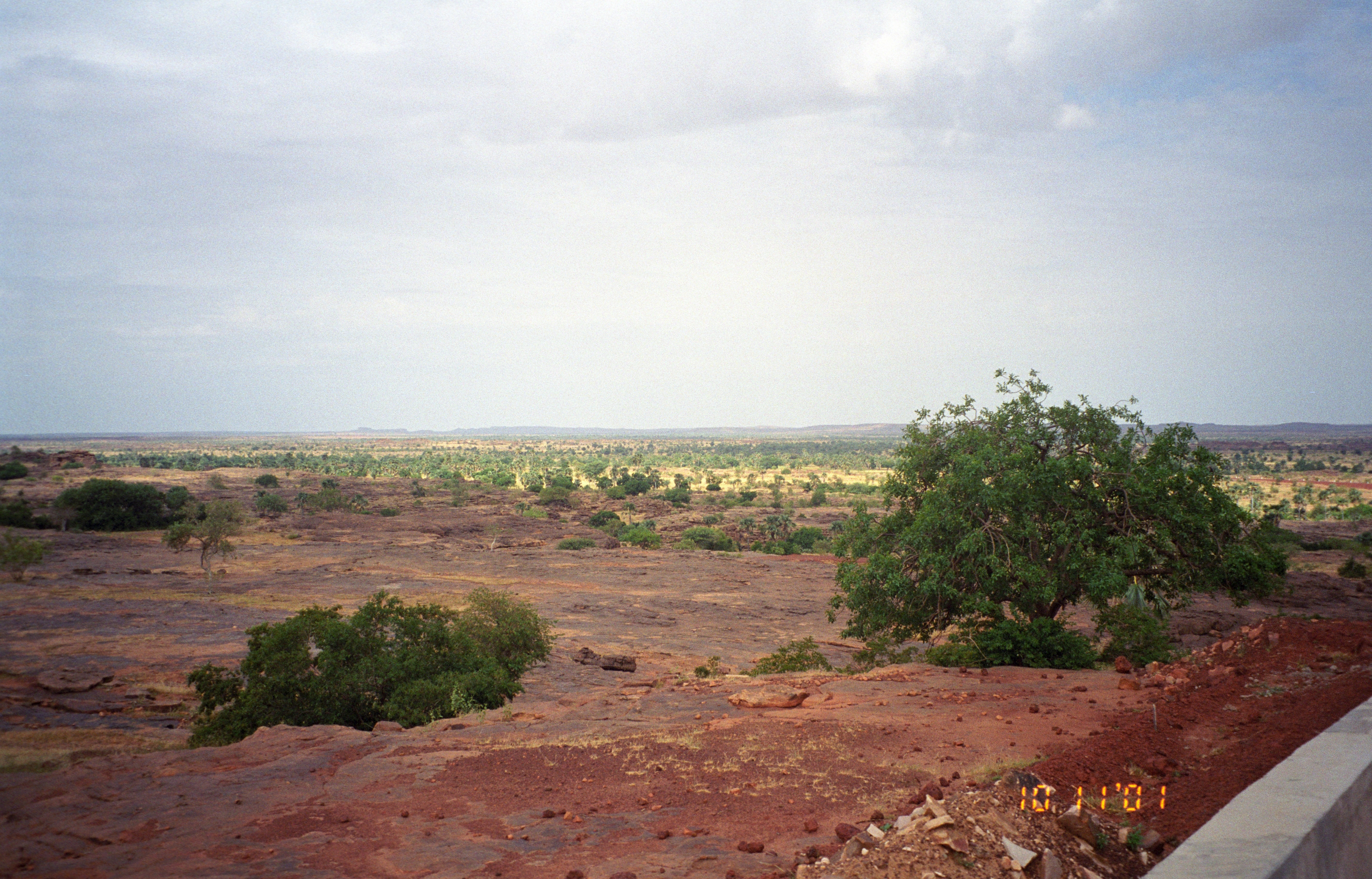
附近乡村